# Mamono Hunter Yōko: Dai 7 no Keishō
Mamono Hunter Yōko: Dai 7 no Keishō est un jeu vidéo de plates-formes sorti en 1991 et fonctionne sur Mega Drive. Le jeu a été développé par Klon.
Il s'agit d'une adaptation du mange et de l'anime Devil Hunter Yohko.